# Floyd Streete
Floyd Anthony Streete (Giamaica, 5 maggio 1959) è un ex calciatore giamaicano, di ruolo difensore.

## Biografia
I suoi figli Remie e Cameron sono stati a loro volta dei calciatori professionisti.

## Caratteristiche tecniche
Era un difensore centrale.

## Carriera
Dopo aver giocato a livello dilettantistico con il Rivet Sports Club diventa professionista nel 1976, all'età di 17 anni, firmando un contratto con il Cambridge Utd, club con cui nella sua prima stagione in squadra vince la quarta divisione inglese; l'anno seguente conquista poi una promozione in seconda divisione (traguardo che il club raggiunge per la prima volta nella sua storia), categoria in cui poi gioca fino al termine della stagione 1982-1983 quando, dopo complessive 19 reti in 125 partite di campionato giocate nell'arco di sette stagioni, si trasferisce nella prima divisione olandese all'Utrecht. Rimane in questo club, con cui gioca una partita nella coppa nazionale olandese ed 8 partite in Eredivisie (tutte concentrate nelle prime 9 giornate di campionato), fino al gennaio del 1984, quando si trasferisce nella seconda divisione olandese al Cambuur, club con cui termina la stagione 1983-1984.
Nell'estate del 1984 torna a giocare in Inghilterra, al Derby County: con i Rams trascorre una stagione e mezzo in terza divisione (giocando in tutto 35 partite di campionato) per poi trasferirsi al Wolverhampton, con cui termina la stagione 1985-1986 con una retrocessione dalla terza alla quarta divisione (si tratta peraltro della terza retrocessione consecutiva subita dai Wolves, che nel 1982 giocavano ancora in prima divisione). Rimane in squadra anche nella stagione 1986-1987 (terminata con un quarto posto in classifica nella Fourth Division 1986-1987) e successivamente contribuisce alla vittoria del campionato nella stagione 1987-1988 (stagione in cui vince anche il Football League Trophy) e successivamente anche alla vittoria del campionato di terza divisione nella stagione 1988-1989, rimanendo infine in rosa anche nella stagione 1989-1990, terminata con un decimo posto in classifica in seconda divisione. Nell'estate del 1990 lascia il Wolverhampton dopo complessive 159 presenze e 6 reti in incontri di campionato per trasferirsi al Reading, club con cui tra il 1990 ed il 1992 gioca in totale 38 partite in terza divisione. Si ritira infine nel 1993, all'età di 34 anni, dopo un'ultima stagione trascorsa giocando a livello semiprofessionistico con il Leighton Town.
In carriera ha totalizzato complessivamente 359 presenze e 25 reti nei campionati della Football League.

## Palmarès

### Club

#### Competizioni nazionali
- Campionato inglese di quarta divisione: 2

Cambridge United: 1976-1977
Wolverhampton: 1987-1988
- Football League Trophy: 1

Wolverhampton: 1987-1988
- Third Division: 1

Wolverhampton: 1988-1989